# Tonight (Jay Sean)
Tonight è un brano musicale del cantante britannico Jay Sean, pubblicato come singolo il 18 gennaio 2009 in versione digitale ed il 26 gennaio 2009 su CD singolo. Il video musicale era invece stato reso disponibile già il 17 novembre 2008. Il singolo è il quarto ed ultimo singolo estratto dall'album My Own Way.

## Tracce
Digital CD1
1. Tonight (Josh Harris Remix) - 3:39
2. Tonight (Crazy Cousinz Remix) - 5:06
3. Tonight (DJ Shadow Dubai Remix) - 4:50

Maxi CD/Digital CD2
1. Tonight (Radio Edit) - 3:25
2. Tonight (FP Radio Edit) - 3:24
3. Tonight (Crazy Cousinz Radio Edit) - 3:22
4. Tonight (Punjabi Hit Squad Remix) - 4:16
5. I'm Gone (Acoustic Version) - 4:08

## Classifica
| Classifica (2009)                     | Posizione più alta |
| ------------------------------------- | ------------------ |
| Regno Unito (Official Charts Company) | 23                 |